# Filipijnen op de Olympische Zomerspelen 2016
De Filipijnen namen deel aan de Olympische Zomerspelen 2016 in Rio de Janeiro, Brazilië. Tot de selectie behoorden twaalf atleten, actief in zeven verschillende sporten. Tafeltennisster Ian Lariba droeg de Filipijnse vlag tijdens de openingsceremonie. Hidilyn Diaz was de eerste Filipijnse vrouw ooit die een medaille behaalde. Het was ook al twintig jaar geleden dat de Filipijnen erin slaagden een medaille te winnen.

## Medailleoverzicht
| Sport         | Olympiër     | Discipline | Medaille |
| ------------- | ------------ | ---------- | -------- |
| Gewichtheffen | Hidilyn Diaz | –53 kg (v) | Zilver   |

## Deelnemers en resultaten
(m) = mannen, (v) = vrouwen 

### Atletiek
| Olympiër          | Discipline       | Resultaat | Prestatie                                          |
| ----------------- | ---------------- | --------- | -------------------------------------------------- |
| Eric Shauwn Cray  | 400 m horden (m) | 17e       | serie 4: 3de in 49,05 halve finale 1: 7de in 49,37 |
|                   |                  |           |                                                    |
| Mary Joy Tabal    | marathon (v)     | 124e      | 3:02.27                                            |
| Marestella Torres | verspringen (v)  | 28e       | kwalificatie groep B: 14de met 6,22m               |

### Boksen
| Olympiër      | Discipline | Resultaat | Prestatie                                           |
| ------------- | ---------- | --------- | --------------------------------------------------- |
| Rogen Ladon   | –49kg (m)  | 9e        | 1ste ronde: vrij 2de ronde: V van COL Martinez: 0–3 |
| Charly Suarez | –60kg (m)  | 17e       | 1ste ronde: V van GBR Cordina: 1–2                  |

### Gewichtheffen
| Olympiër       | Discipline | Resultaat | Prestatie                                                  |
| -------------- | ---------- | --------- | ---------------------------------------------------------- |
| Nestor Colonia | –56 kg (m) | DNF       | trekken: 7de met 120kg stoten: geen geldige poging         |
|                |            |           |                                                            |
| Hidilyn Diaz   | –53kg (v)  | Zilver    | trekken: 4de met 88kg stoten: 1ste met 112kg totaal: 200kg |

### Golf
| Olympiër       | Discipline | Resultaat | Prestatie           |
| -------------- | ---------- | --------- | ------------------- |
| Miguel Tabuena | mannen     | 53e       | 291 punten (par +7) |

### Judo
| Olympiër    | Discipline | Resultaat | Prestatie                               |
| ----------- | ---------- | --------- | --------------------------------------- |
| Kodo Nakano | –81kg (m)  | 33e       | 1ste ronde: V van ITA Marconcini: ippon |

### Taekwondo
| Olympiër         | Discipline | Resultaat | Prestatie                                                              |
| ---------------- | ---------- | --------- | ---------------------------------------------------------------------- |
| Kirstie Alora VS | +67kg (v)  | 7e        | voorronde: V van MEX Espinoza: 4–1 herkansingen: V van MAR Dislam: 5–7 |

### Tafeltennis
| Olympiër      | Discipline    | Resultaat | Prestatie                                                |
| ------------- | ------------- | --------- | -------------------------------------------------------- |
| Ian Lariba VO | enkelspel (v) | 65e       | voorronde: V van CGO Hang: 0-4 (7-11, 11-13, 9-11, 7-11) |

### Zwemmen
| Olympiër         | Discipline          | Resultaat | Prestatie               |
| ---------------- | ------------------- | --------- | ----------------------- |
| Jessie Lacuna    | 400m vrije slag (m) | 46e       | serie 2: 6de in 4.01,70 |
|                  |                     |           |                         |
| Jasmine Alkhaldi | 100m vrije slag (v) | 33e       | serie 2: 3de in 56,30   |